# Zăval, Dolj
Zăval este un sat în comuna Gighera din județul Dolj, Oltenia, România.

## Localizare
Localitatea este situată în lunca Jiului la o distanță de 65 km de Craiova. Accesul se face pe drumul județean 561B ce face legătura atât cu DN55 cât și cu DN55A.

## Turism
Principala atracție a acestei zone este pădurea din Zăval unde se poate găsi apă termală.
 Acest articol despre o localitate din județul Dolj este deocamdată un ciot. Puteți ajuta Wikipedia prin completarea lui.